# Lo Cheis
Le Cheix és un municipi francès situat al departament del Puèi Domat i a la regió d'Alvèrnia-Roine-Alps. L'any 2007 tenia 603 habitants.

## Demografia

### Població
El 2007 la població de fet de Le Cheix era de 603 persones. Hi havia 242 famílies de les quals 56 eren unipersonals (20 homes vivint sols i 36 dones vivint soles), 75 parelles sense fills, 87 parelles amb fills i 24 famílies monoparentals amb fills.
La població ha evolucionat segons el següent gràfic:
Habitants censats

### Habitatges
El 2007 hi havia 263 habitatges, 251 eren l'habitatge principal de la família, 3 eren segones residències i 9 estaven desocupats. 241 eren cases i 22 eren apartaments. Dels 251 habitatges principals, 208 estaven ocupats pels seus propietaris, 42 estaven llogats i ocupats pels llogaters i 1 estava cedit a títol gratuït; 1 tenia una cambra, 14 en tenien dues, 36 en tenien tres, 82 en tenien quatre i 118 en tenien cinc o més. 214 habitatges disposaven pel capbaix d'una plaça de pàrquing. A 99 habitatges hi havia un automòbil i a 136 n'hi havia dos o més.

### Piràmide de població
La piràmide de població per edats i sexe el 2009 era:
| Homes | Edats   | Dones |
| ----- | ------- | ----- |
| 0     | 95 o +  | 0     |
| 0     | 90 a 94 | 0     |
| 4     | 85 a 89 | 4     |
| 0     | 80 a 84 | 4     |
| 4     | 75 a 79 | 0     |
| 20    | 70 a 74 | 4     |
| 24    | 65 a 69 | 28    |
| 8     | 60 a 64 | 0     |
| 24    | 55 a 59 | 8     |
| 24    | 50 a 54 | 40    |
| 24    | 45 a 49 | 40    |
| 28    | 40 a 44 | 12    |
| 20    | 35 a 39 | 24    |
| 8     | 30 a 34 | 16    |
| 24    | 25 a 29 | 12    |
| 28    | 20 a 24 | 8     |
| 16    | 15 a 19 | 32    |
| 16    | 10 a 14 | 12    |
| 16    | 5 a 9   | 28    |
| 12    | 0 a 4   | 12    |

## Economia
El 2007 la població en edat de treballar era de 413 persones, 298 eren actives i 115 eren inactives. De les 298 persones actives 275 estaven ocupades (150 homes i 125 dones) i 23 estaven aturades (9 homes i 14 dones). De les 115 persones inactives 61 estaven jubilades, 31 estaven estudiant i 23 estaven classificades com a «altres inactius».

### Ingressos
El 2009 a Le Cheix hi havia 260 unitats fiscals que integraven 647,5 persones, la mediana anual d'ingressos fiscals per persona era de 20.768 €.

### Activitats econòmiques
Dels 30 establiments que hi havia el 2007, 1 era d'una empresa extractiva, 1 d'una empresa alimentària, 3 d'empreses de fabricació d'altres productes industrials, 5 d'empreses de construcció, 7 d'empreses de comerç i reparació d'automòbils, 1 d'una empresa de transport, 1 d'una empresa financera, 1 d'una empresa de serveis, 8 d'entitats de l'administració pública i 2 d'empreses classificades com a «altres activitats de serveis».
Dels 9 establiments de servei als particulars que hi havia el 2009, 3 eren tallers de reparació d'automòbils i de material agrícola, 1 paleta, 2 fusteries, 2 lampisteries i 1 perruqueria.
Dels 3 establiments comercials que hi havia el 2009, 1 era una fleca, 1 una botiga de mobles i 1 una floristeria.
L'any 2000 a Le Cheix hi havia 6 explotacions agrícoles.

## Equipaments sanitaris i escolars
L'únic equipament sanitari que hi havia el 2009 era una farmàcia.
El 2009 hi havia una escola elemental integrada dins d'un grup escolar amb les comunes properes formant una escola dispersa.

## Poblacions més properes
El següent diagrama mostra les poblacions més properes.